# وینفیلد (پنسیلوانیا)
وینفیلد (به انگلیسی: Winfield) یک منطقهٔ مسکونی در ایالات متحده آمریکا است که در شهرستان یونیون، پنسیلوانیا واقع شده‌است. وینفیلد ۹۰۰ نفر جمعیت دارد.